# 2mm Kolibri
Kolibri 2 mm (còn được gọi là Súng lục xe hơi Kolibri 2.7mm hoặc Kolibri 2.7 × 9mm) là súng lục nhỏ nhất, được cấp bằng sáng chế vào năm 1910 và được Franz Pfannl, một nhà sản xuất đồng hồ người Áo giới thiệu vào năm 1914 Grabner. Nó được thiết kế để người bắn dễ dùng hơn hoặc súng ngắn bắn một phát, cả hai được bán trên thị trường như vũ khí tự vệ.
Tên này có nguồn gốc từ Kolibri, từ tiếng Đức có nghĩa là chim ruồi, một trong những loài chim nhỏ nhất thế giới.

## Sức Mạnh
Viên đạn nặng 5,3 gram (82 hạt), kích thước 3 mm (0,12   in) tại điểm rộng nhất của nó và chiều dài tổng thể của viên đạn là 11mm (0.43 in) tính từ đuôi vỏ đạn đến phần đầu đạn. Buồng đạn được tính theo chiều dài của vỏ đạn để ngăn không cho viên đạn trượt trong nòng. Bản thân viên đạn có khối lượng 0,2g (3 hạt) ước tính có sơ tốc bình thường 200 mét trên giây (660 ft/s), dẫn đến động năng của phát bắn khoảng 4.0J (3   ft-lbs). Để dễ hình dung, cú đấm của một người trung bình đo được 10-15 joules, nghĩa là viên đạn được bắn ra có ít năng lượng hơn một cú đấm.
Loại đạn này không được sử dụng rộng rãi . Kích thước nhỏ của cỡ đạn 2 mm khiến việc xử lý và nạp đạn riêng lẻ trở nên khó khăn và bản thân viên đạn khá yếu, theo như tài liệu tại thời điểm đó cho thấy viên đạn chỉ có khả năng xuyên thủng một miếng gỗ thông dày khoảng 10–40 milimét (0,39–1,57 in) . Loại đạn này có độ chính xác kém, vì công nghệ thời đó không có khả năng áp dụng quá trình gia công đường khương tuyến cho nòng súng có cỡ nòng nhỏ như vậy, dẫn đến viên đạn không xoắn trong nòng trước khi được bắn ra .
Do sự yếu kém và không chính xác của súng, Kolibri 2 mm được quảng cáo là vũ khí tự vệ dành cho phụ nữ đủ nhỏ để đặt bên trong túi xách. Mặc dù có lẽ không hiệu quả đối với một kẻ buôn lậu nếu bắn vào ngực hoặc tay chân, nó có khả năng gây ra một số thiệt hại nếu bắn vào mặt kẻ tấn công. Súng bị ngưng sản xuất vào năm 1914 cùng với sự kết thúc của Thế chiến thứ nhất.
Cơ đạn 2mm sau đó cũng được thay thế bởi cỡ đạn 3mm và 4mm, mà sau đó cũng bị ngưng sản xuất vào năm 1938.
Như với loạt súng có liên quan, khẩu súng này hiện vật phẩm sưu tầm với khoảng 1000 chiếc từng được sản xuất. Điều đáng chú ý ở khẩu súng này là sử dụng loại đạn nhỏ nhất từng được sản xuất.

## liên kết ngoại
- Bằng sáng chế gốc của Áo số 45314 Lưu trữ ngày 3 tháng 5 năm 2020 tại Wayback Machine (bằng tiếng Đức)